# جيفري ديفيز
جيفري ديفيز (بالإنجليزية: Jeffrey Davies)‏ هو موسيقي وعازف قيثارة أمريكي، ولد في 1967.